# Rät (geologi)
| Trias 252 – 201 miljoner år före nutid | Trias 252 – 201 miljoner år före nutid | Trias 252 – 201 miljoner år före nutid | Trias 252 – 201 miljoner år före nutid |
| Period (System)                        | Epok (Serie)                           | Ålder (Etage)                          | Miljoner år sedan                      |
| -------------------------------------- | -------------------------------------- | -------------------------------------- | -------------------------------------- |
| Jura                                   | Äldre jura                             | Hettang                                | senare                                 |
| Trias                                  | Yngre trias                            | Rät                                    | 208–201                                |
| Trias                                  | Yngre trias                            | Nor                                    | 227–208                                |
| Trias                                  | Yngre trias                            | Karn                                   | 237–227                                |
| Trias                                  | Mellersta trias                        | Ladin                                  | 242–237                                |
| Trias                                  | Mellersta trias                        | Anis                                   | 247–242                                |
| Trias                                  | Äldre trias                            | Olenek                                 | 251–247                                |
| Trias                                  | Äldre trias                            | Indus                                  | 252–251                                |
| Perm                                   | Loping                                 | Changxing                              | tidigare                               |

Rät är en geologisk tidsålder som varade för cirka 208 – 201 miljoner år sedan. Den utgör den yngsta åldern eller översta etagen inom perioden trias. Åldern är uppkallad efter Rätiska alperna.
I Sverige finns avlagringar från Rät-tiden i Skåne. De utgör där ett kontinuum med efterföljande Lias (Äldre jura), och tillsammans går de under benämningen Rät-Lias. Dessa avlagringar utgör också Skånes stenkolsförande formation, eftersom de innehåller omväxlande lager av stenkol, sandsten och skiffer. Geografiskt finns Rät-avlagringar främst i Höganästråget, Ängelholmstråget och Stabbarp.